# Emigrantorkestern
Emigrantorkestern var en svensk folkmusikgrupp.
Emigrantorkestern, vars namn åsyftade gruppens ursprungliga inriktning på emigrationsvisor, bestod från början av medlemmarna Christer Åberg (sång, dragspel, gitarr, autoharpa, munspel, såg), Göran Almås (fiol, mandolin, mungiga, gitarr) och Günter Görres (fiol, banjo, munspel, percussion, såg). Senare tillkom Kurre Wallbom (sång), Björn Bergman, Tom Martinsson (trummor) och Christer Cervin (gitarr, mandolin). De utgav musikalbumen Nu packar vi bagaget (1978, Oktober OSLP 524), Nylonrock och mollskinn (1982, Folksång FRS 1010) och Rårivet (1983, Wisa WISLP 624) samt singeln Isterband/De ska va rock (1982, Folksång (RFS-45-801).